# 雲枕山
雲枕山（英語：Wan Cham Shan）是香港南區石澳郊野公園的一座山峰，位於爛泥灣與大浪灣之間，海拔265米。此山與南側的打爛埕頂山之間山路稱為龍脊，是港島徑第八路段的一部分。

## 交通
行山人士可由龍脊向北走，在港島徑的轉向點向前進入在樹叢裏較明顯的沙石小路，登雲枕山頂。
向前走可再登海拔347米的歌連臣山及前往馬塘坳；亦可於雲枕山及歌連臣山之間的叢林小徑下大浪灣，不過難度較高。。